# 高木作之
高木 作之（たかぎ さくゆき、1912年（明治45年）7月29日 - 2003年（平成15年）2月14日）は日本の陸軍軍人、航空自衛官。最終階級は陸軍で中佐、航空自衛隊では空将。陸軍中将久納誠一（18期）は義父、陸軍少将小藤恵（20期）は義理の伯父にあたる。

## 経歴
1912年（明治45年）7月29日、愛知県で農家高木作芳の次男として生まれた。翌日には明治天皇が崩御している。
愛知県明倫中学校を経て、1929年（昭和4年）4月に陸軍士官学校予科（市ヶ谷本村町）、1931年（昭和6年）に陸軍士官学校本科に入校、1933年（昭和8年）7月に卒業する（陸士45期騎兵科）。卒業序列は皇族（孚彦王）・公族（李鍝公）を除いて10番/335名。同年10月、任騎兵少尉、愛知県豊橋市に衛戍する第3師団騎兵第4旅団の騎兵第25聯隊附となる。著名な同期生にはニューギニア方面で戦った第18軍参謀田中兼五郎中佐、大本営陸軍参謀 (航空）田中耕二中佐、旧土佐藩主にあたる東京湾兵団参謀山内豊秋中佐、終戦時の「宮城事件」に関与した陸軍省軍務局軍事課員（予算班）井田正孝中佐、陸軍省軍務局軍務課員（外交班）椎崎二郎中佐、太平洋戦争開戦時に第25軍参謀としてマレー作戦に参加した大本営陸軍参謀 (満州方面）朝枝繁春中佐などがいる。
1935年（昭和10年）10月、任騎兵中尉。同年の秋頃から1936年（昭和11年）7月までの期間、陸軍騎兵学校（千葉県千葉郡二宮町藥園台）に乙種学生として、同期生の島貫重節（騎26）、上吉原福治（騎14）、西川貞（騎13）、角坂美雄（騎11）、小林文雄（騎2）、長坂炳紀（騎11）とともに学んでいる。このとき、高木が少尉任官した時の前騎兵第25聯隊長三間良衛騎兵大佐（21期）や、後に義父となる久納誠一少将（幹事）も騎兵学校に在籍していた。（「財団法人偕行社社員名簿（昭和10年11月下旬調）」p.287）
1938年（昭和13年）3月、任騎兵大尉。6月に陸軍大学校に入学し、在学中に兵科を騎兵科から航空兵科に転科している。1939年（昭和14年）11月、任航空兵大尉。1940年（昭和15年）6月に陸大53期を1番/49名(軍刀組)で卒業している。卒業式における御前講義の栄に浴した。講義のテーマは「統帥ノ責任ニ就テ」（国立公文書館アジア歴史資料センター）。
陸大の同期生には陸士41期から47期までが在席し、終戦時に自決した大本営陸軍参謀（作戦）晴気誠少佐（46期）、井田・椎崎とともに宮城事件を起こした畑中健二少佐（46期）らがいた。陸大卒業後に飛行第27戦隊に配属、その後、陸大に特設された航空学生になる。学生は堂薗勝二少佐（39期）、松田正雄少佐（41期）、高木作之大尉の3名で、三好康之大佐（31期）の統監のもと南方作戦の想定で航空部隊の運用に関する兵棋演習をしている。
1941年（昭和16年）7月に、参謀本部第1部第2課（通称、作戦課）幕僚附（部附将校）となり太平洋戦争開戦を迎えている（「大本営陸軍部将校、各部将校、高等文官職員表　昭和16年12月19日調」国立公文書館アジア歴史資料センター）。同年10月、任少佐（1940年10月に兵科が撤廃されている）。

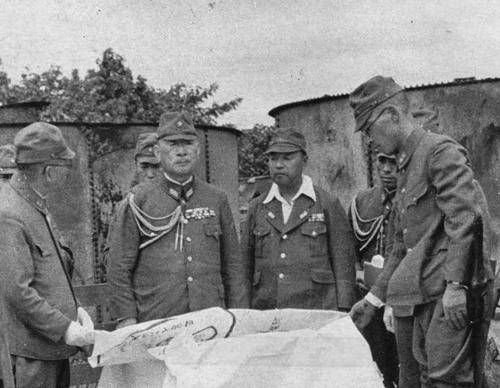
参謀総長杉山元大将（中央の参謀懸章をつけた人物）の南方占領地域視察に随行する高木作之少佐（右から2人目）

高木氏の先輩参謀にあたる瀬島龍三中佐（44期、2番/315名）が戦後の極東国際軍事裁判において、「作戦課において私は、昭和15年1月より昭和16年12月まで一般庶務事項を行い、その中には秘密書類の保管、保管期間の過ぎた書類の焼却を含んでおります。」と、開戦前は単なる参謀本部の部附将校だったと証言したことについて、高木氏（当時82歳）は次のように否定している。「瀬島さんが部附将校だったなんてうそだね。私が開戦半年前に第1部の作戦課入りした時、瀬島さんはもう対ソ作戦の参謀として大活躍していた。それに昭和16年後半の書類保管は最若手の私の仕事だったんだから」（『沈黙のファイル』p.67）
開戦直後の1942年（昭和17年）3月に高木少佐は、参謀総長杉山元大将（12期）の南方占領地域視察に随行している。その後は、第5飛行集団（師団）、第6飛行師団、第4航空軍、大本営陸軍部、第1航空軍というように前線と中央を経験している。1945年（昭和20年）6月には、45期一選抜のひとりとして中佐への最後の進級者となった。（2002年（平成14年）に筆者が高木氏の元部下だった方を通して聞いた話では「高木氏が戦争末期、陸軍省人事局の同期生から同期中の序列は5番だと聞いた」という。）
戦後は航空自衛隊に2等空佐で入隊。航空集団司令部装備部長、第2補給処長、統合幕僚会議事務局第5幕僚室長、航空幕僚監部防衛部長、術科教育本部長、補給統制処長を務め、1969年（昭和44年）1月に退官。
2003年（平成15年）2月14日、武蔵野赤十字病院にて逝去。（享年90歳）

## 年譜
- 1933年（昭和8年）
  - 7月：陸軍士官学校本科卒業（45期 10番/335名、騎兵科）・見習士官
  - 10月：任騎兵少尉・騎兵第25聯隊附
- 1935年（昭和10年）
  - 10月：任騎兵中尉（この頃から1936年（昭和11年）7月まで陸軍騎兵学校へ乙種学生として派遣。）
- 1938年（昭和13年）
  - 3月：任騎兵大尉
  - 10月：陸軍大学校入学
- 1939年（昭和14年）
  - 11月：任航空兵大尉
- 1940年（昭和15年）
  - 6月：陸大卒業（53期、1番/49名）、飛行第27戦隊附
  - 12月：陸大航空学生（～1941年4月）
- 1941年（昭和16年）
  - 5月：大本営附
  - 7月：参謀本部幕僚附（作戦課）
  - 10月：任少佐（1940年、兵科撤廃）
- 1942年（昭和17年）
  - 8月：第5飛行集団参謀（のち第5飛行師団参謀）
  - 11月：第6飛行師団参謀兼第8方面軍参謀
- 1943年（昭和18年）
  - 7月：第4航空軍参謀
  - 11月：大本営陸軍参謀（航空班）
- 1945年（昭和20年）
  - 4月：第1航空軍参謀
  - 6月：任中佐
  - 11月：予備役
- 1954年（昭和29年）
  - 8月：航空自衛隊入隊（任2等空佐）、航空集団司令部装備部長
- 1960年（昭和35年）
  - 3月：第2補給処長
  - 8月：任空将補
- 1962年（昭和37年）
  - 7月：統合幕僚会議事務局第5幕僚室長
- 1964年（昭和39年）
  - 4月：航空幕僚監部防衛部長
- 1965年（昭和40年）
  - 1月：任空将
  - 2月：術科教育本部長
- 1966年（昭和42年）
  - 2月：補給統制処長
- 1969年（昭和44年）
  - 1月：退官
- 2003年（平成15年）
  - 2月：逝去（享年90歳）